# Прорізна вулиця (Київ, Святошинський район)
Прорізна́ ву́лиця — вулиця у Святошинському районі міста Києва, селище Біличі. Пролягає від Обухівської до Осінньої вулиці.
Прилучався Прорізний провулок.

## Історія
Вулиця виникла в 1-й половині XX століття під сучасною назвою (була «прорізана» крізь ліс). До кінця 1980-х років була значно довшою, пролягала до нинішньої вулиці Миколи Ушакова, до сучасних меж вкорочена у зв'язку зі знесенням одноповерхової приватної забудови та будівництвом житлового масиву Біличі.

## Зображення

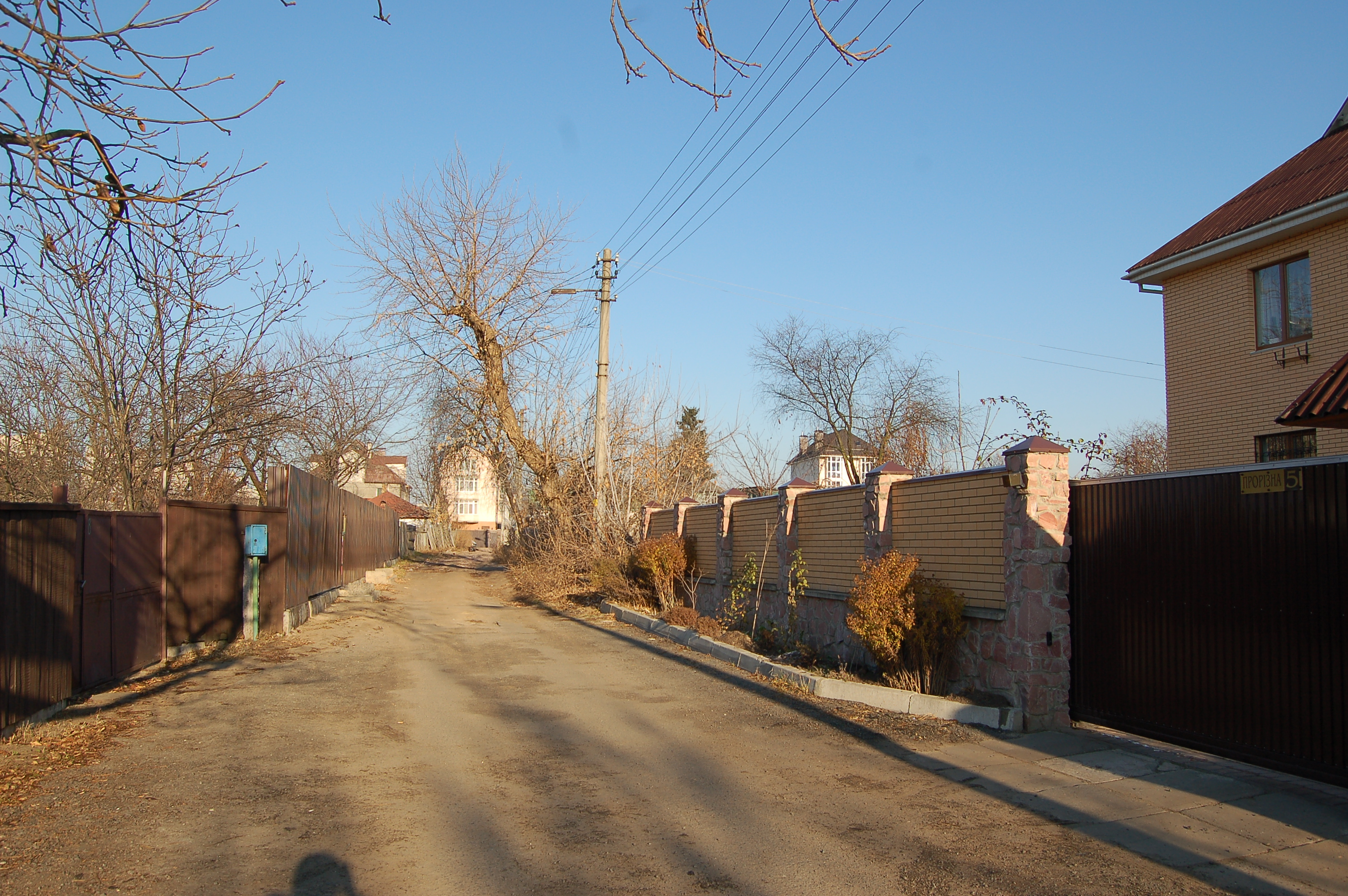
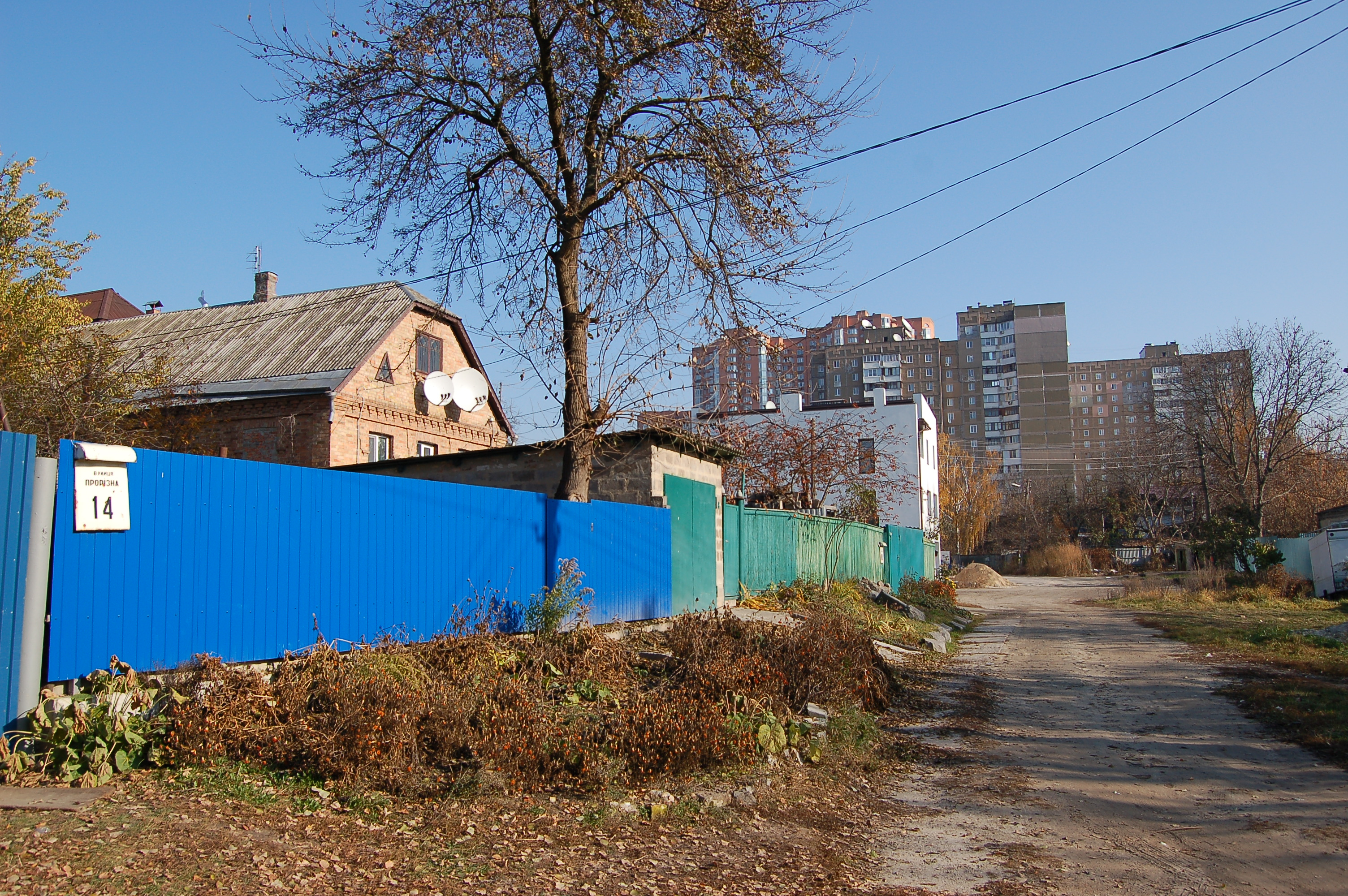
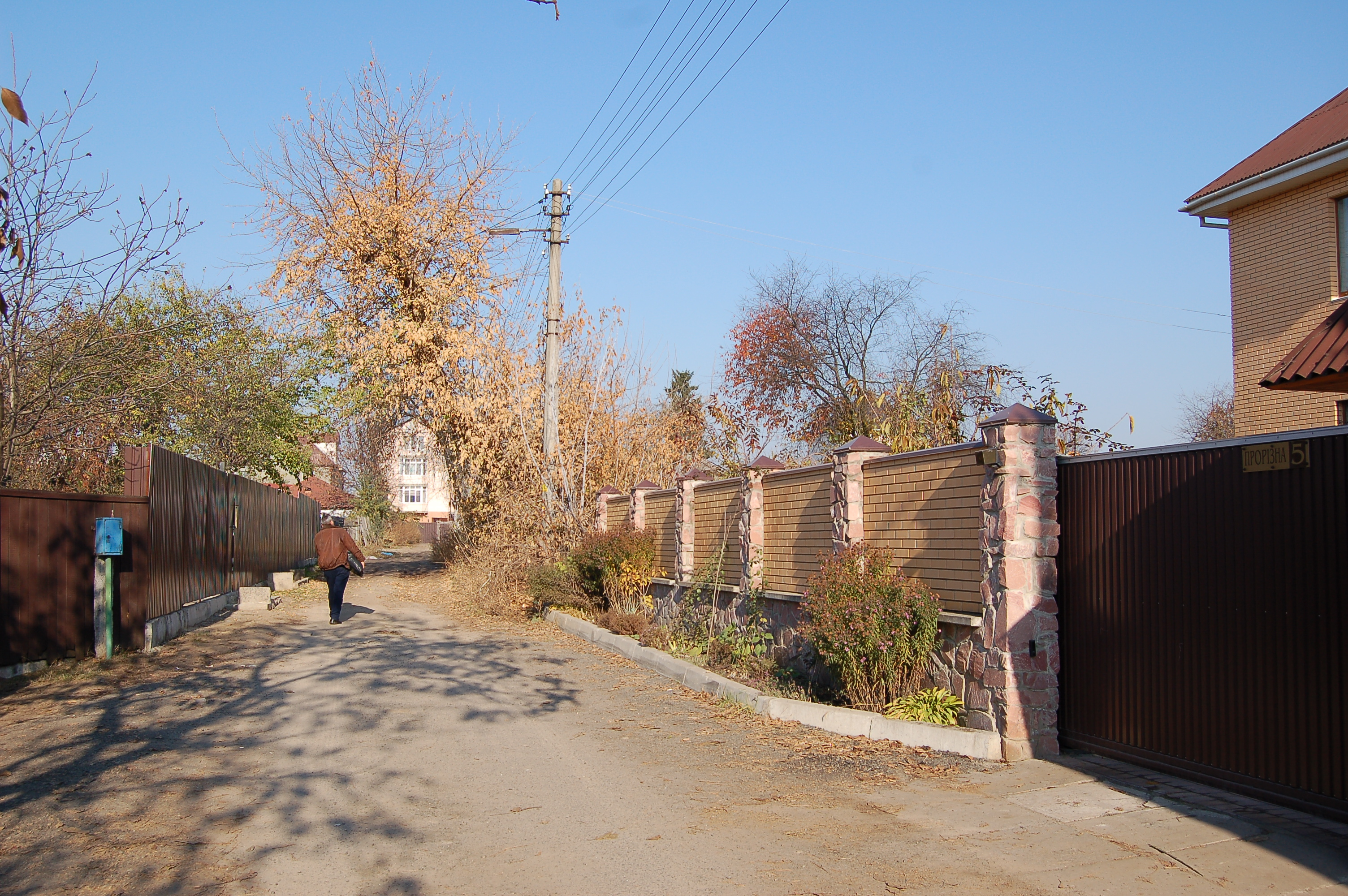
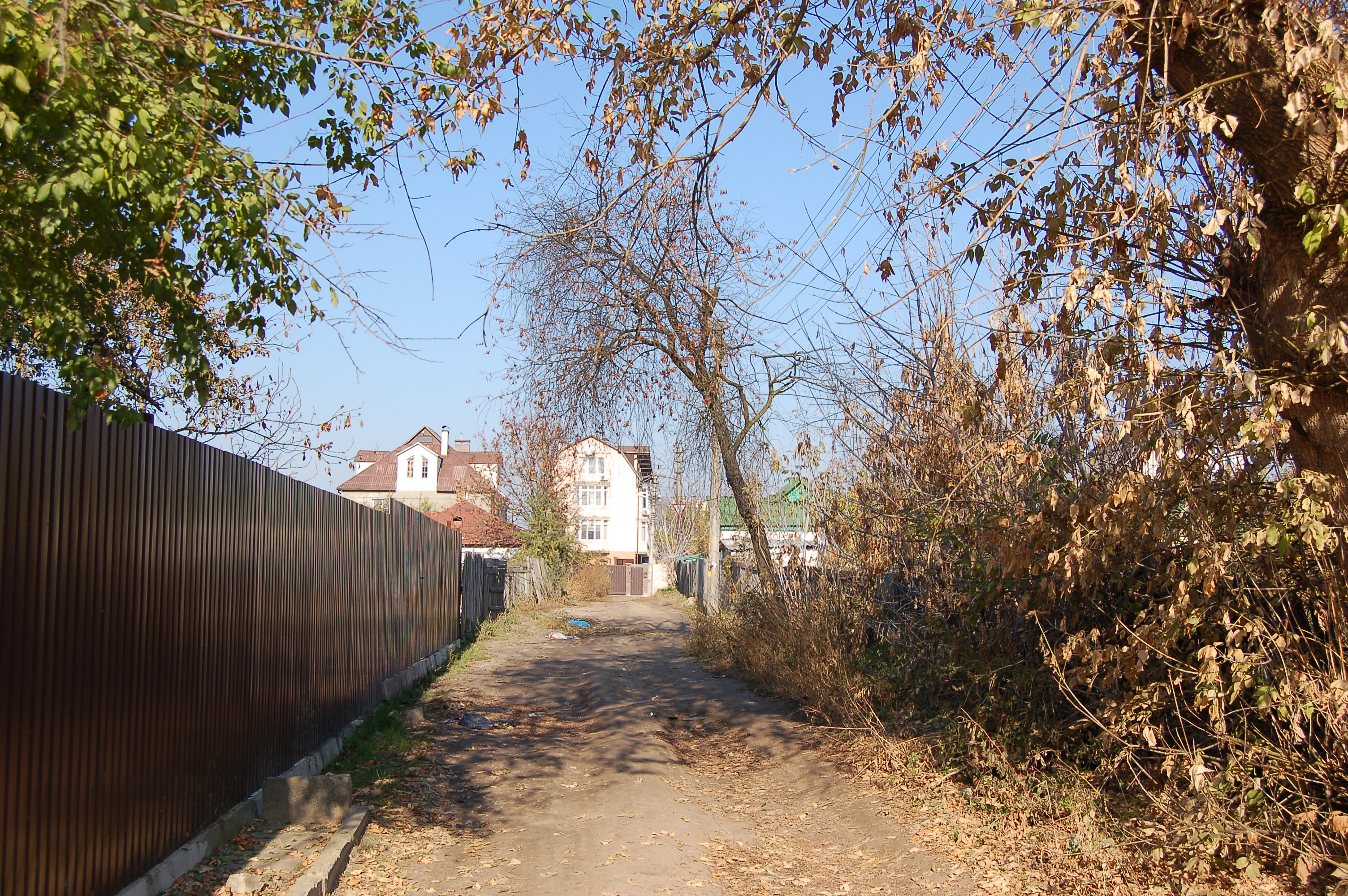
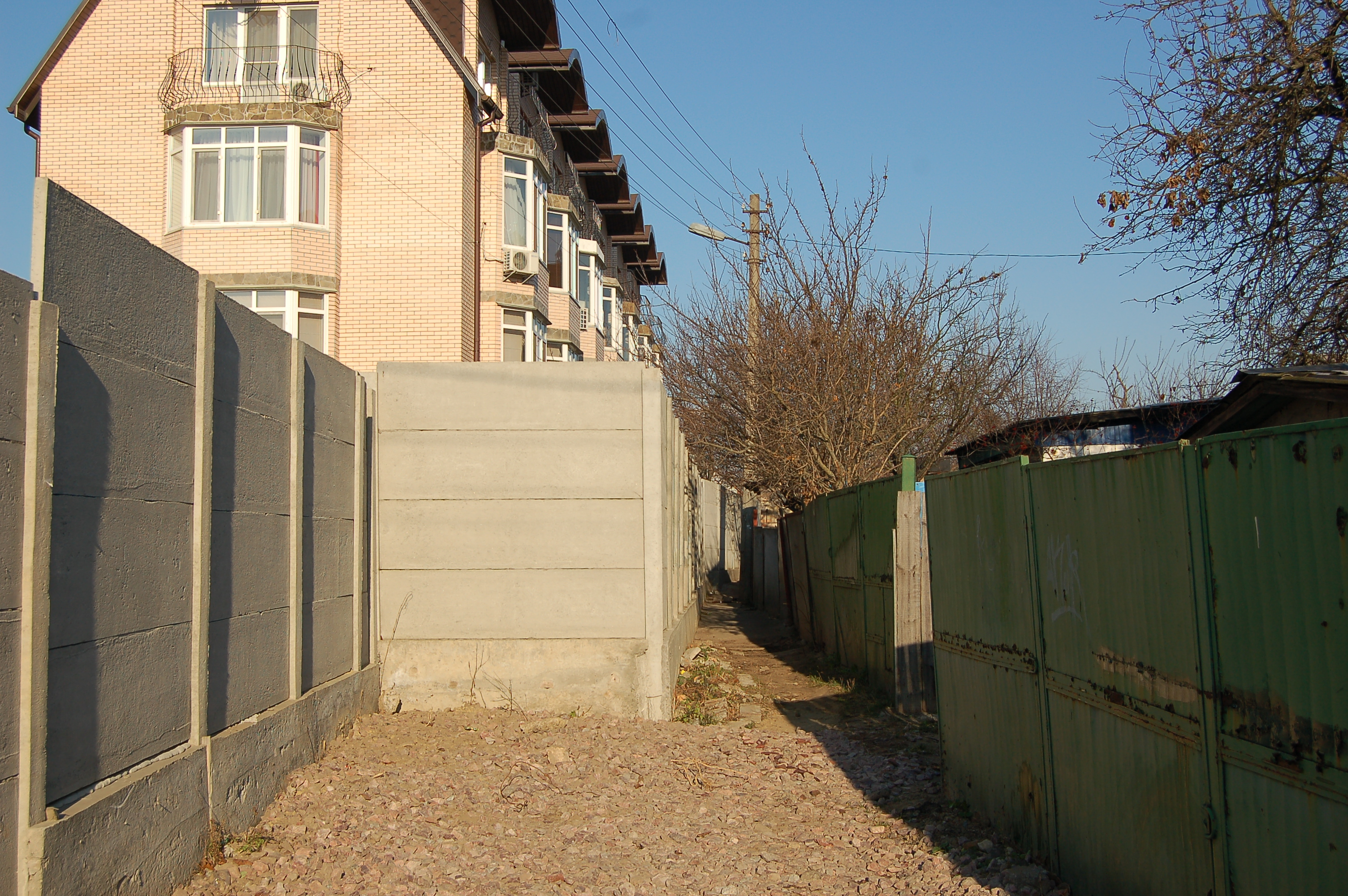
Прохід від Прорізної вулиці до вулиці Маршака